# 科斯季诺-奥特杰列茨农村居民点
科斯季诺-奥特杰列茨农村居民点（俄语：Костино-Отдельское сельское поселение）是俄罗斯联邦沃罗涅日州捷尔诺夫卡区所属的一个农村居民点。其下辖有3个居民点，行政中心为科斯季诺-奥特杰列茨。据2016年统计，该农村居民点的人口为1323人。